# Seven Borealis
Die Seven Borealis ist ein Schiff, das sowohl als Rohrleger als auch als Schwimmkran eingesetzt werden kann. Das Arbeitsschiff befindet sich im Eigentum des Offshore-Dienstleisters Subsea 7. Es fährt unter der Flagge der Bahamas mit Heimathafen Nassau.

## Geschichte
Das am 25. Mai 2007 bestellte Schiff wurde unter der Baunummer SSPL H07-02 auf der Werft Nantong Yahua Shipbuilding Co. gebaut. Die Kiellegung fand am 10. November 2008, der Stapellauf am 19. Oktober 2009 statt. Die Fertigstellung des Schiffes erfolgte am 21. Februar 2012.

## Technik und Ausstattung
Das Schiff ist mit einem dieselelektrischen Antrieb ausgerüstet. Die Stromerzeugung an Bord erfolgt durch sechs Rolls-Royce-Dieselgeneratoren des Typs Bergen Engines B32:40V12A mit je 5760 kW Leistung. Die beiden Antriebsmotoren mit je 5500 kW Leistung wirken auf zwei Propellergondeln (Typ: Rolls-Royce UUC 455 FP). Zusätzlich stehen vier weitere, ausfahrbare Propellergondeln (Typ: Rolls-Royce UL 305 FP) zur Verfügung, die von Elektromotoren mit 3200 kW Leistung angetrieben werden. Davon sind drei im Bugbereich und einer am Heck eingebaut. Das Schiff verfügt damit über ein System zur dynamischen Positionierung (DP 3). Als Manövrierhilfe ist im Bug ein Querstrahlruder (Typ: Rolls-Royce TT 3000 CP) mit 2500 kW Leistung installiert. Die Propellergondeln für den Antrieb sind unter Wasser demontierbar. Für die Notstromversorgung und den Hafenbetrieb steht ein MTU-Dieselgenerator des Typs V12 4000 mit 1600 kW Leistung zur Verfügung.
Der Betreiber gibt eine Seeausdauer von jeweils 45 Tagen für den Transit mit 220 Personen bzw. für den Aufenthalt am Arbeitsort mit 399 Personen an Bord an.
Die Betriebsstoffvorräte betragen maximal:
- 3370 m³ Schweröl
- 2980 m³ Marinedieselöl
- 92 m³ Schmieröl
- 26,24 m³ Trinkwasser

### Rohrverlegeausrüstung
Die Seven Borealis ist dafür ausgelegt, Rohre sowohl mit dem S-Lay- als auch mit dem J-Lay-Verfahren zu verlegen. Das Rohrverlegesystem S-Lay hat eine dynamische Haltekraft von 600 t und kann für Leitungen von 4,5 bis zu 46 Inch mit Ummantelung verwendet werden. Die größte Verlegetiefe beträgt 3000 m. Das J-lay-System hat eine statische Haltekraft von 750 t und dynamisch 937 t. Leitungsdurchmesser von 4 bis 24 Inch mit Ummantelung können damit ebenfalls bis in 3000 m Tiefe verlegt werden. An Deck können bis zu 2800 t Rohrleitungen gelagert werden.

## Krananlage
Auf dem Achterdeck steht mittig angeordnet ein Drehkran mit maximal 5000 Tonnen Hubvermögen, 4000 t bei 40 m, bzw. 1500 t bei 78 m Ausladung. Zusätzlich stehen an Steuerbord ein 40-t-Kran sowie ein 40-t-Kran Backbord achtern und ein 36-t-Kran Backbord vorn.